# Convention 169 de l'Organisation internationale du travail relative aux peuples indigènes et tribaux
La Convention 169 de l'Organisation internationale du travail ou Convention relative aux peuples indigènes et tribaux est, avec la Convention 107 « relative aux populations aborigènes et tribales », un instrument juridique adopté par certains pays qui concerne les droits des peuples indigènes et tribaux. Révisant la convention 107, celle-ci a été adoptée par l'Organisation internationale du travail (OIT) en 1989.
La Convention 107 relative aux populations aborigènes et tribales a été adoptée en 1957 et ensuite ratifiée par 27 États. Elle concerne une large palette de sujets allant des conditions de travail, du recrutement des populations aborigènes et tribales aux droits fonciers, à la santé et à l'éducation.
La Convention 169 révise le texte précédent en établissant des lignes directrices pour favoriser une approche participative en matière de prise de décisions, favorisant ainsi l'auto-détermination de tout peuple indigène, notamment dans ses articles 3 et 4,, tout en fixant des buts, des priorités et des normes minimales. Elle a été ratifiée par 23 États, dont 15 États d'Amérique Latine, sur les 183 que compte l'Organisation internationale du travail.
L'Organisation des nations et des peuples non représentés a lancé une campagne en faveur de sa ratification en 2008.

## Ratification

Pays ayant ratifié la convention 169 de l'OIT.

| Pays         | Date       | Notes    |
| ------------ | ---------- | -------- |
| Allemagne    | 21/06/2021 | ratifiée |
| Argentine    | 03/07/2000 | ratifiée |
| Bolivie      | 11/12/1991 | ratifiée |
| Brésil       | 25/07/2002 | ratifiée |
| Centrafrique | 30/08/2010 | ratifiée |
| Chili        | 15/09/2008 | ratifiée |
| Colombie     | 07/08/1991 | ratifiée |
| Costa Rica   | 02/04/1993 | ratifiée |
| Danemark     | 22/02/1996 | ratifiée |
| Dominique    | 25/06/2002 | ratifiée |
| Équateur     | 15/05/1998 | ratifiée |
| Espagne      | 15/02/2007 | ratifiée |
| Fiji         | 03/03/1998 | ratifiée |
| Guatemala    | 05/06/1996 | ratifiée |
| Honduras     | 28/03/1995 | ratifiée |
| Luxembourg   | 05/06/2018 | ratifiée |
| Mexique      | 05/09/1990 | ratifiée |
| Népal        | 14/09/2007 | ratifiée |
| Nicaragua    | 25/08/2010 | ratifiée |
| Norvège      | 19/06/1990 | ratifiée |
| Paraguay     | 10/08/1993 | ratifiée |
| Pays-Bas     | 02/02/1998 | ratifiée |
| Pérou        | 02/02/1994 | ratifiée |
| Venezuela    | 22/05/2002 | ratifiée |

## Positions de certains États

### Position de la France
La France n'a pas ratifié la convention 169. Dans un rapport publié le 27 août 2010, le Comité pour l'élimination de la discrimination raciale (CERD) des Nations unies a appelé le gouvernement français à ratifier cette convention.
Selon les organisations qui défendent sa ratification[Qui ?], cette convention est le seul instrument juridique international contraignant relatif aux peuples indigènes et tribaux, reconnaissant notamment leurs droits collectifs à la terre et leur droit à l'autodétermination. Toutefois, selon certains constitutionnalistes français[Qui ?], la ratification de cette convention qui prévoit des droits spécifiques à certains individus en fonction de leur origine ethnique et la prévalence de droits collectifs sur les droits individuels, impliquerait la suppression préalable des références relatives à l'égalité des citoyens devant la loi et à l'indivisibilité de la République qui sont au cœur de la constitution française.
En octobre 2019, le ministère de l'Europe et des Affaires étrangères réaffirmait et expliquait ainsi la position de la France, tout en soutenant « en grande partie » les principes de la Convention : « La France n'envisage pas de ratifier la Convention no 169 de l'Organisation internationale du travail du 27 juin 1989, car les notions de « peuples indigènes et tribaux » ou de « peuples autochtones » sont incompatibles avec la Constitution. En effet, en vertu des principes constitutionnels d'unité et d'indivisibilité de la République, d'égalité des citoyens et d'unicité du peuple français, les engagements internationaux de la France ne peuvent reconnaître l'existence même de peuples distincts au sein du peuple français ni accorder des droits collectifs à quelque groupe que ce soit, défini par une communauté d'origine, de culture, de langue ou de croyance. »
« Pour autant, la France adhère en grande partie aux principes de la Convention no 169 et les met en œuvre dans le respect de ses règles constitutionnelles. L'incompatibilité de cette convention avec la Constitution française n'a jamais constitué un obstacle à l'adoption de politiques ambitieuses en faveur des populations autochtones, comme l'illustre, par exemple, la mise en place du conseil consultatif des populations amérindiennes et bushinenge de Guyane, prévu par la loi organique no 2007-223 du 21 février 2007 portant disposition statutaire et institutionnelle relative à l'outre-mer, et confirmé par la loi no 2011-884 du 27 juillet 2011 relative aux collectivités territoriales de Guyane et de Martinique. La loi Egalité réelle Outre-Mer (EROM) a renforcé son rôle en créant le Grand conseil consultatif des populations amérindiennes et bushinengé. »

### Position du Chili
Le Chili, confronté notamment aux luttes des Mapuches contre l'exploitation forestière, a vu l'entrée en vigueur en 2009, vingt ans après sa promulgation, de la Convention 169. Cela devrait conduire à un certain nombre de réformes juridiques, en particulier dans les codes de l'eau, du minerai, de la pêche et de celui régissant les concessions électriques.